# Krzyż Sił Powietrznych (Wielka Brytania)
Krzyż Sił Powietrznych (ang. Air Force Cross, skr. A.F.C. lub AFC) – brytyjskie odznaczenie wojskowe przyznawane żołnierzom Brytyjskich Sił Zbrojnych, państw Brytyjskiej Wspólnoty Narodów oraz państw sojuszniczych, za "czyn lub czyny męstwa, dzielności lub oddania dokonane w trakcie lotu, jednak nie w bezpośredniej walce z nieprzyjacielem". Do roku 1993 nadawane wyłącznie oficerom; podoficerom i szeregowym przysługiwał Medal Sił Powietrznych. Obecnie nadawane wszystkim wojskowym, bez względu na posiadany stopień.
18 takich odznaczeń otrzymali Polacy za zasługi podczas II wojny światowej.